# Чеченские беженцы
Из-за двух чеченских войн десятки тысяч чеченцев вынуждены были покинуть Чечню и расселиться по регионам России, а также ближнему и дальнему зарубежью.

## В России
Центр мониторинга внутренних перемещений отмечает, что сотни тысяч человек вынуждены были оставить свои дома после 1990 года. Это число включает в себя большую часть некоренного населения Чечни (примерно 300 тысяч человек, главным образом русские, но также армяне, ингуши, грузины, украинцы и многие другие) кто покинул свои дома и не вернулся в них к 2008 году. Многие чеченцы также перебрались в Москву и другие города России. Согласно исследованию, проведённому Норвежским советом по беженцам, примерно 139 тысяч чеченцев расселились по регионам Российской Федерации.

### В Ингушетии
В соседней Ингушетии на пике кризиса, после начала Второй чеченской войны в 2000 году, примерно 240 тысяч беженцев почти удвоили довоенное население республики, которое составляло до того 300 тысяч человек (350 тысяч с учётом беженцев из зоны осетино-ингушского конфликта). Это привело к эпидемии туберкулёза.
Примерно 325 тысяч человек приехали в Ингушетию в первый год Второй чеченской войны. Около 185 тысяч человек было в республике к ноябрю 1999 года, и 215 тысяч жили к июню 2000 года. В октябре 1999 года граница Чечни и Ингушетии была перекрыта российскими войсками, которые обстреляли колонну беженцев.
Тысячи беженцев российские войска вынудили вернуться в декабре 1999 года. После 2001 года многие лагеря беженцев были насильственно закрыты усилиями нового чеченского правительства под руководством Ахмата Кадырова и новым ингушским правительством во главе с президентом Муратом Зязиковым. К февралю 2002 года в Ингушетии оставалось около 180 тысяч чеченских беженцев, и 150 тысяч к июню того же года. Большая часть из них жила в палаточных городках, заброшенных заводах, фабриках, поездах или в семьях сочувствующих ингушей. К началу 2007 года в республике оставалось менее 20 тысяч чеченских беженцев и многие из них собирались интегрироваться на местном уровне, а не возвращаться в Чечню.

### В Чечне
По состоянию на 2006 год, более 100 тысяч человек оставались внутренне перемещёнными лицами, имели плохие жилищные условия и жили в нищете. Все официальные центры для внутренне перемещённых лиц в республике были закрыты, а деятельность иностранных неправительственных организаций была сильно ограничена правительством.

## За границей
С 2003 года, когда крупные боевые действия фактически прекратились, происходит резкий рост числа чеченских беженцев, которые добиваются статуса политических. Одним из объяснений является процесс «чеченизации», который начался в республике и который наделял властью Ахмата Кадырова и его сына Рамзана Кадырова. Другое объяснение состоит в том, что после десяти лет войны и произвола многие чеченцы потеряли надежду на восстановление в Чечне нормальной жизни и стали пытаться начать новую жизнь в изгнании.

### Евросоюз

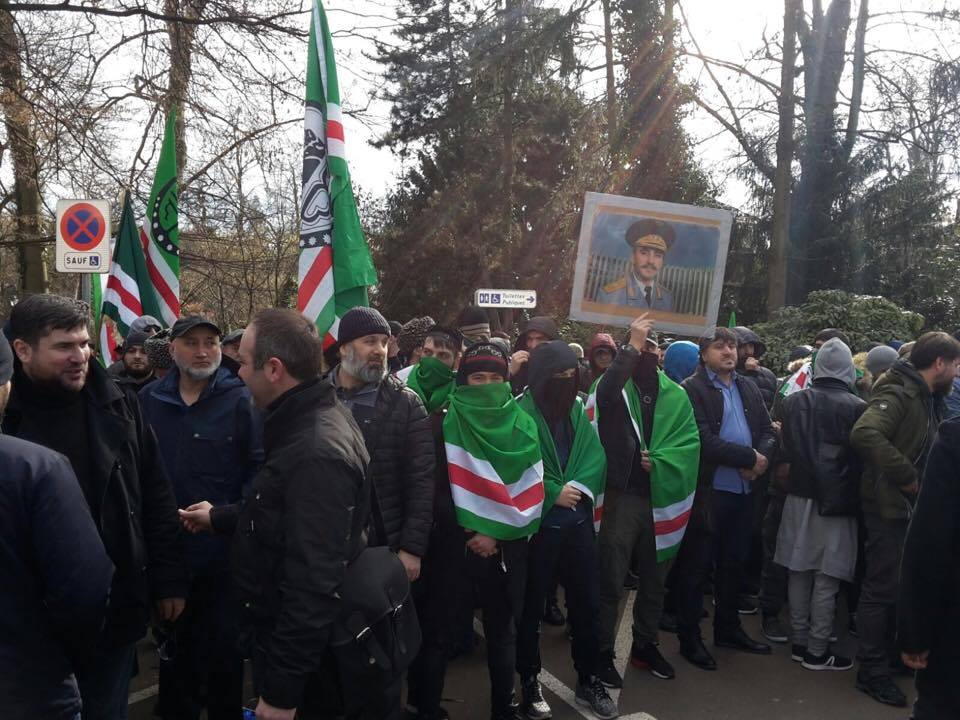
Митинг в Страсбурге 23 февраля 2017 года в память депортации чеченцев и ингушей.

По данным Верховного комиссара ООН по делам беженцев, в 2003 году более 30 тысяч граждан России (из которых более 90 % чеченцы) подали прошения о предоставлении убежища в Евросоюзе. Чеченцы стали самой большой группой беженцев в ЕС. Согласно неофициальному отчёту, на январь 2008 года число чеченцев в Европе могло достигать 70 тысяч. Согласно другой оценке, в марте 2009 года в Европе находилось более 130 тысяч чеченцев, включая бывших боевиков. В сентябре 2009 года Рамзан Кадыров объявил о том, что Чечня откроет свои представительства в Европе с целью убедить чеченских беженцев вернуться на родину.
В 2007 году Австрия предоставила убежище более чем 2 тысячам чеченских беженцев. Их общее число на январь 2008 года составило примерно 17 тысяч. Таким образом, чеченская диаспора в Австрии является одной из самых больших в Европе. В январе 2008 года Йорг Хайдер, праворадикальный губернатор Каринтии, призвал к мораторию на предоставление убежища, обосновывая это ростом преступности со стороны беженцев. По состоянию на 2012 год в Австрии проживало более 42 тысяч беженцев.
На начало 2008 года в Бельгии жили примерно 7-10 тысяч беженцев, многие из них в Арсхоте. По меньшей мере 2 тысячам из них в 2003 году было предоставлено политическое убежище.
В 2003 году лагеря беженцев в Чехии были переполнены из-за потока беженцев из Чечни.
По состоянию на 2009 год Дания является одной из шести стран Европы с наибольшей чеченской диаспорой.
На начало 2008 года около 10 тысяч чеченцев жили во Франции. Самая большие чеченские общины располагаются в Ницце (где у неё возник острый конфликт с иммигрантами из Северной Африки), Страсбурге и Париже (где расположен французско-чеченский центр). Чеченцы также живут в Орлеане, Ле-Мане, Безансоне, Монпелье, Тулузе и Туре. В 2008 году тысячи людей пытались пробраться во Францию из Польши.
На начало 2008 года в Германии проживало примерно 10 тысяч чеченцев.
В Польше почти 3600 чеченцев подали заявки на получение статуса беженцев в первые восемь месяцев 2007 года, и более 6 тысяч — в последующие четыре месяца. По состоянию на 2008 год, чеченцы являлись самой большой группой беженцев, прибывших в Польшу (90 % в 2007 году).
С 1999 года Испания предоставила убежище сотням чеченских семей.
В Великобритании находится большое количество чеченских беженцев. Некоторые из них разыскиваются в России, но правительство страны отказывается экстрадировать их по соображениям защиты прав человека. Некоторые из членов правительства Ичкерии, такие, как Ахмед Закаев, перебрались в Великобританию.
Тысячи других беженцев осели в других странах Евросоюза, таких как Швеция и Финляндия.

### Другие страны

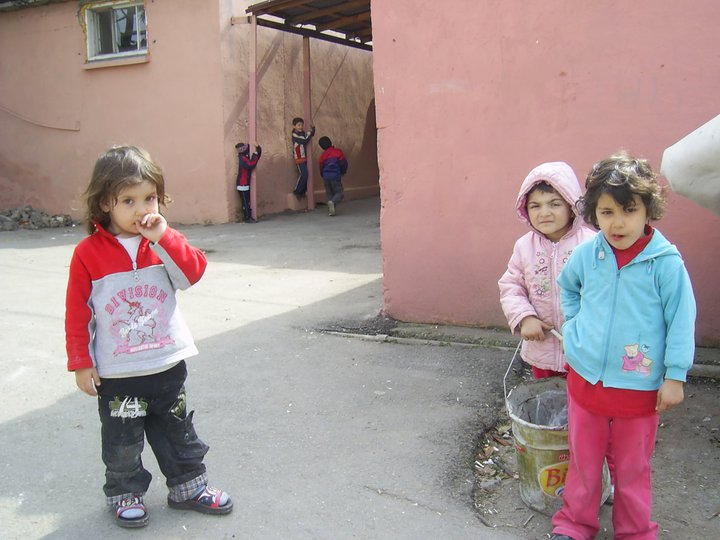
Чеченские дети в лагере беженцев в Стамбуле

Из 12 тысяч чеченских беженцев, прибывшие в Азербайджан, большая часть переехала в Европу. В 2003 году в стране оставалось 5 тысяч человек, а в 2007 году — 2 тысячи.
На начало 2008 года несколько сотен человек жили в общинах Канады
Из примерно 4 тысяч чеченцев, искавших безопасности в соседней Грузии, большинство осели в Панкисском ущелье, из которых в 2008 году там оставалось более 1100 человек.
От 3 до 4 тысяч чеченцев прибыли в Турцию, большая часть из которых покинула страну. В 2005 году осталось примерно 1500 человек. Многие из чеченских беженцев ещё не получили официального статуса беженцев. Без этого они не могут учиться или работать.
Украина является главной транзитной страной на пути чеченских беженцев в Европу (но некоторые движутся через Белоруссию). Небольшое число чеченцев осело в Крыму. После избрания Виктора Януковича он начал притеснять чеченцев полицейскими рейдами и внезапными депортациями, иногда даже разделяя семьи.
На начало 2008 года в Арабских эмиратах проживало 2-3 тысячи чеченцев.
Маленькая, но растущая чеченская община есть в США, главным образом в Калифорнии и Нью-Джерси.
Азербайджан и Грузия, в нарушение своих международных обязательств, выдали несколько чеченских беженцев в Россию. Европейский суд по правам человека признал, что тем самым Грузия нарушила их права.
Во время войны в Южной Осетии в 2008 году более тысячи чеченских беженцев из Панкисского ущелья бежали в Турцию вместе со своими грузинскими соседями.